# Геракліди

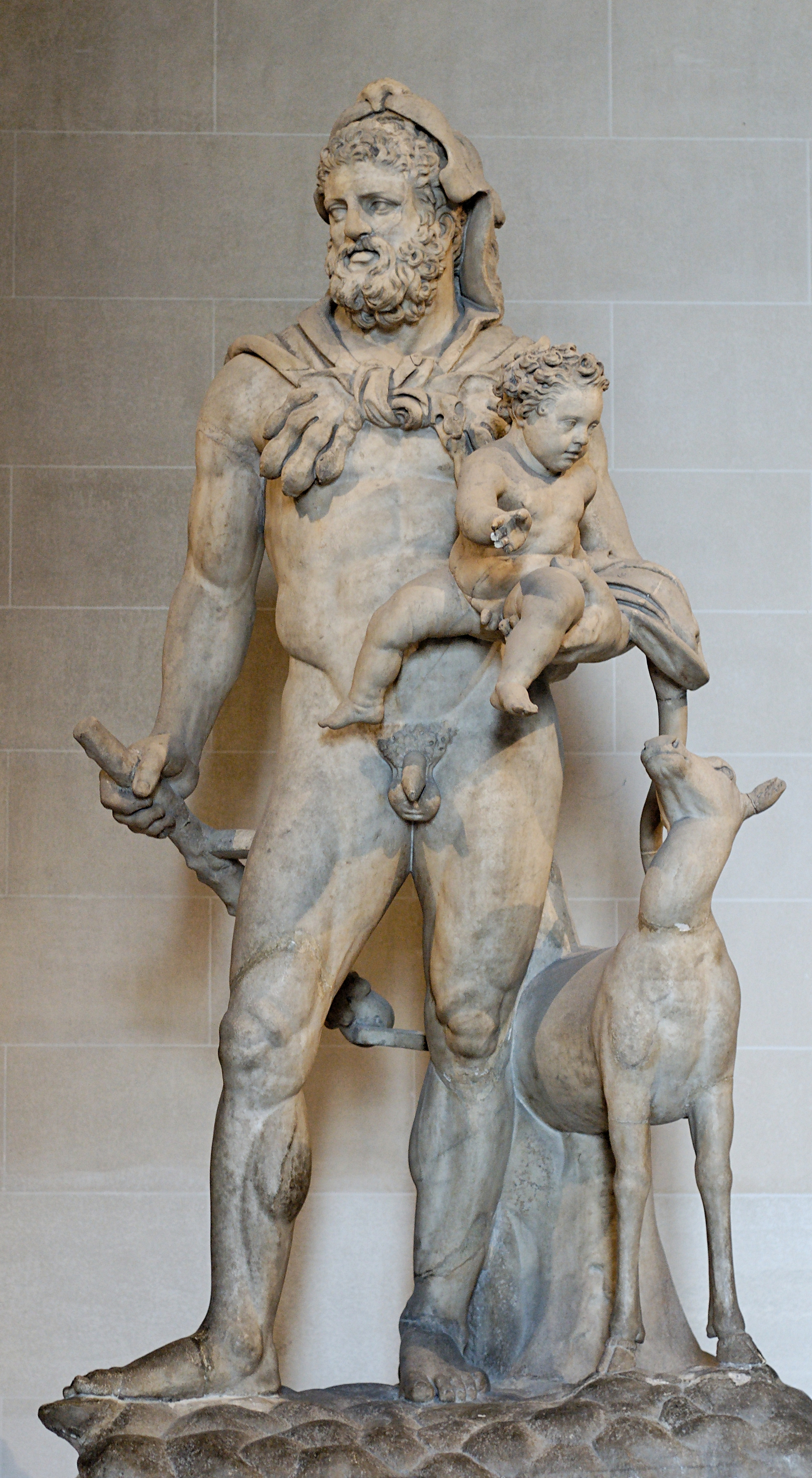
Геракл із сином Телефосом, Лувр

Гераклі́ди (грец. Ηρακλείδες) — численні нащадки Геракла, насамперед ті, які за підтримкою дорійців претендували на володіння Пелопоннесом. Гераклідами переважно називали рід Гілла. У міфі про Гераклідів знайшло своє відображення осмислення греками дорійського вторгнення. Одна із гілок Персеїдів.
Тевкри/дорійці, а також скіфи/арії, вважали Геракла своїм прабатьком. Відомий знавець античності А. Погодін стверджував, що Геракл належав до служителів сонячного Бога Аполлона. Також існують легенди, що Геракл народився в Криму (м. Пантікапей/Керч).

## Міф
Згідно з переказами, невдовзі після смерті Геракла його синів почав переслідувати Еврістей. Геракліди залишили Трахін (за іншими версіями, Аргос і Мікени) та рушили до Афін шукати захисту в Тесея. Еврістей з військом гнався за ними і біля Скіронських скель загинув від руки Гілла (або Іолая). Геракліди намагались повернутися до Пелопоннесу, але налякані чумою, яка там лютувала, рушили через Афіни до Фессалії, де Егімій віддав Гіллові третину свого царства. Через три роки геракліди пішли до морського перешийка, щоб звідти вторгнутись у Пелопоннес. Ця подія пов'язана з тим, що дельфійський оракул нібито наказав їм очікувати третього плоду, після чого йти на Пелопоннес. Геракліди зазнали невдачі, причому Гілл загинув у двобої з аркадським володарем Ехемом на кордоні між Коринфом і Мегарою. Перед поєдинком геракліди дали обітницю, що коли Гілл загине, вони не будуть нападати на Пелопоннес протягом ста років. Однак син Гілла Каладей та Каладеїв син Арістомах намагалися нападати на Пелопоннес і загинули в боротьбі з сином Ореста Тісаменом.
Сини Арістомаха, тобто третє покоління («третій плід») після Гілла, — Темен, Кресфонт, Арістодем разом із племенем дорійців удерлися до Пелопоннесу. Вони зазнали поразки, Арістодем загинув. Тоді, нарешті, оракул пояснив гераклідам свій перший вислів, кажучи, що «третій плід» означає третій напад і порадив вибрати триокого вождя. Геракліди вибрали етолійського володаря Оксіла, що зустрівся їм верхи на одноокому коні, і під його проводом перемогли Тісамена. Темен одержав Аргос, Кресфонт — Мессенію, сини Арістодема Прокл і Еврістей — Лакедемон. Оксілові віддали Еліду, а інший нащадок, Алет, дістав Коринф. У цій оповіді помітна тенденція подати завоювання дорійцями Пелопоннесу як повернення гераклідам їхньої власності. Македонські владарі теж пов'язували свій родовід з Теменом, бажаючи довести еллінське походження. Лідійська династія гераклідів виводила свій рід від ассирійського царя Сандона, якого греки називали Гераклом. Деякі римські родини, наприклад Фабії, також видавали себе за нащадків Геракла.
У Геракла від жінки-змії Гілеї або Єхидни народились сини: Агатирс - прабатько західних скитів - агатирсів; Гелон — був епонімом міста Гелона та народу гелонів; та Скит став предком та першим правителем скитів (царських скитів).
Евріпід запозичив міф про нащадків Геракла для трагедії «Геркаліди».

## Генеалогія Гераклідів
|           |       | Геракл |       |       |       |  |  |          |          |          |          |          |          |  |  |           |           |           |           |           |           |  |  |         |         |         |         |         |         |  |  |      |      |      |      |      |      |  |  |
|           |       |        |       |       |       |  |  |          |          |          |          |          |          |  |  |           |           |           |           |           |           |  |  |         |         |         |         |         |         |  |  |      |      |      |      |      |      |  |  |
|           |       |        |       |       |       |  |  |          |          |          |          |          |          |  |  |           |           |           |           |           |           |  |  |         |         |         |         |         |         |  |  |      |      |      |      |      |      |  |  |
| Гілл      | Гілл  | Гілл   | Гілл  | Гілл  | Гілл  |  |  | Макарія  | Макарія  | Макарія  | Макарія  | Макарія  | Макарія  |  |  | Евер      | Евер      | Евер      | Евер      | Евер      | Евер      |  |  | Агатирс | Агатирс | Агатирс | Агатирс | Агатирс | Агатирс |  |  | Скит | Скит | Скит | Скит | Скит | Скит |  |  |
| Гілл      | Гілл  | Гілл   | Гілл  | Гілл  | Гілл  |  |  | Макарія  | Макарія  | Макарія  | Макарія  | Макарія  | Макарія  |  |  | Евер      | Евер      | Евер      | Евер      | Евер      | Евер      |  |  | Агатирс | Агатирс | Агатирс | Агатирс | Агатирс | Агатирс |  |  | Скит | Скит | Скит | Скит | Скит | Скит |  |  |
| Клеодай   |       |        |       |       |       |  |  |          |          |          |          |          |          |  |  |           |           |           |           |           |           |  |  |         |         |         |         |         |         |  |  |      |      |      |      |      |      |  |  |
|           |       |        |       |       |       |  |  |          |          |          |          |          |          |  |  |           |           |           |           |           |           |  |  |         |         |         |         |         |         |  |  |      |      |      |      |      |      |  |  |
| Арістомах |       |        |       |       |       |  |  |          |          |          |          |          |          |  |  |           |           |           |           |           |           |  |  |         |         |         |         |         |         |  |  |      |      |      |      |      |      |  |  |
|           |       |        |       |       |       |  |  |          |          |          |          |          |          |  |  |           |           |           |           |           |           |  |  |         |         |         |         |         |         |  |  |      |      |      |      |      |      |  |  |
|           |       |        |       |       |       |  |  |          |          |          |          |          |          |  |  |           |           |           |           |           |           |  |  |         |         |         |         |         |         |  |  |      |      |      |      |      |      |  |  |
| Темен     | Темен | Темен  | Темен | Темен | Темен |  |  | Кресфонт | Кресфонт | Кресфонт | Кресфонт | Кресфонт | Кресфонт |  |  | Арістодем | Арістодем | Арістодем | Арістодем | Арістодем | Арістодем |  |  |         |         |         |         |         |         |  |  |      |      |      |      |      |      |  |  |
| Темен     | Темен | Темен  | Темен | Темен | Темен |  |  | Кресфонт | Кресфонт | Кресфонт | Кресфонт | Кресфонт | Кресфонт |  |  | Арістодем | Арістодем | Арістодем | Арістодем | Арістодем | Арістодем |  |  |         |         |         |         |         |         |  |  |      |      |      |      |      |      |  |  |
| Кейс      |       |        |       |       |       |  |  |          |          |          |          |          |          |  |  |           |           |           |           |           |           |  |  |         |         |         |         |         |         |  |  |      |      |      |      |      |      |  |  |